# العلمة (ولاية عنابة)
العلمة هي بلدية تابعة لدائرة عين الباردة بولاية عنابة الجزائرية.

## الموقع الجغرافي
يحدها من الغرب سكيكدة ويقطنها حوالي 11000نسمة